# Edward Wojciech Bogusławski
Edward Wojciech Bogusławski herbu Rawicz (ur. 12 października 1823 w Warszawie, zm. 3 sierpnia 1902 w Zaciszu) – polski powieściopisarz.
Ojciec Marii Bogusławskiej, polskiej pisarki, aktorki teatralnej, dziennikarki i działaczki oświatowej i Edwarda Romualda Bogusławskiego, historyka, publicysty i krytyka.

## Twórczość
- Daguerotypy Warszawy[1] – 6 tomowa powieść;
- Michalina, 1845 – 2 tomowa powieść obyczajowa;
- Pomoc i pociecha, 1844 – opowiadanie;
- Wezbranie Wisły, 1844 – opowiadanie.
- Powieści i wspomnienia historyczne w sposobie chronologicznym zastosowane do pojęcia każdego wieku[2], 1851